# Kandava
Kandava è un comune della Lettonia appartenente alla regione storica della Curlandia di 10.057 abitanti (dati 2009)

## Località
Il comune è stato istituito nel 1999 con la fusione del villaggio di Cēre con la città di Kandava. Con la riforma del 2009 fanno parte del comune anche le seguenti località: 
- Matkule
- Vāne
- Zante
- Zemīte